# 蒂卢瓦莱埃尔马维尔
蒂卢瓦莱埃尔马维尔（法語：Tilloy-lès-Hermaville）是法国北部-加来海峡大区加来海峡省的一个市镇，属于阿拉斯区欧比尼昂纳图瓦县。该市镇2009年时的人口为223人。

## 人口
蒂卢瓦莱埃尔马维尔人口变化图示
| 数据来源：INSEE |